# Parasphenula abyssinica
Parasphenula abyssinica är en insektsart som först beskrevs av Boris Petrovich Uvarov 1934.  Parasphenula abyssinica ingår i släktet Parasphenula och familjen Pyrgomorphidae. Inga underarter finns listade i Catalogue of Life.